# An Dân
An Dân là một xã thuộc huyện Tuy An, tỉnh Phú Yên, Việt Nam.
Xã An Dân có diện tích 20,2 km², dân số năm 1999 là 8060 người, mật độ dân số đạt 399 người/km².